# アエロポルト・ソチ駅
アエロポルト・ソチ駅 (アエロポルト・ソチえき、ロシア語:Аэропорт Сочи) は、ロシアクラスノダール地方ソチにあるロシア鉄道北カフカース鉄道支社の駅である。アエロポルト・ソチを日本語に訳すとソチ空港となり、その名の通りソチ国際空港に隣接している。

## 概要
島式ホーム2面2線を有する高架駅である。2014年のソチオリンピックに向けて2009年に建設が始まり、2012年に開業した。1日5往復の列車が発着する。

## 隣の駅
ロシア鉄道北コーカサス鉄道支社
アドレル - アエロポルト・ソチ線
アドレル駅 - アエロポルト・ソチ駅